# Palmblattmanuskript

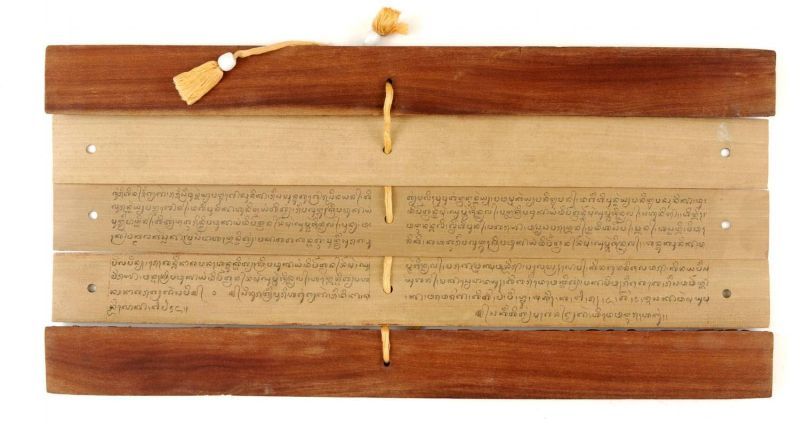
Neuzeitliches Palmblattmanuskript mit Holzdeckeln, Bali (um 1940)

Palmblattmanuskripte sind Manuskripte auf Palmblättern. Sie waren über Jahrhunderte hinweg der wichtigste Textträger in Süd- und Südostasien. In Sri Lanka sind sie als Ola, in Indonesien als Lontar bekannt.

## Geschichte

### Südasien
In Indien benutzte man ursprünglich Blätter der Talipot-Palme (Corypha umbraculifera) als Schreibmaterial. Wahrscheinlich wurden die Blätter der Talipot-Palme, die im äußerten Süden Indiens heimisch ist, nach der Expansion des Maurya-Reiches im 3. Jahrhundert v. Chr. auch im Norden des Subkontinents eingeführt. Neben dem Palmblatt wurden im alten Indien auch andere Schreibmaterialien verwendet, etwa Birkenrinde, die in Kaschmir bis ins 18. Jahrhundert in Gebrauch blieb.

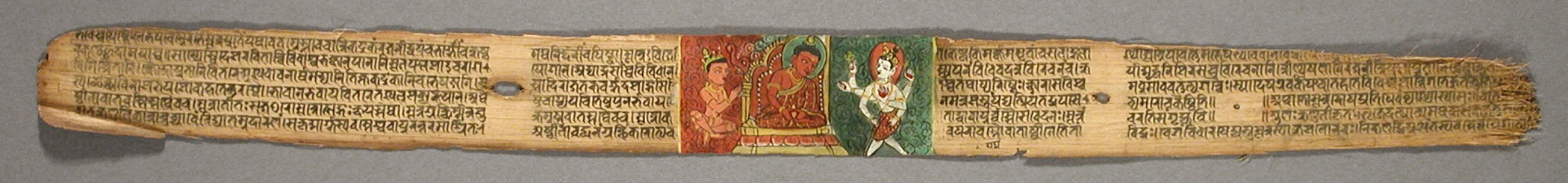
Illuminiertes Palmblattmanuskript aus Nepal (12./13. Jhd.)

Die ältesten Palmblattmanuskripte sind in Regionen erhalten geblieben, in denen das Klima die Konservierung begünstigt. In dem an der Seidenstraße gelegenen Turfan (heute Xinjiang, Volksrepublik China) wurden Fragmente von aus Indien stammenden Palmblattmanuskripten gefunden, die anhand ihres Schrifttyps auf die Kuschana-Zeit (wahrscheinlich 2. Jahrhundert n. Chr.) datiert werden. Damit dürfte es sich um die ältesten erhaltenen indischen Manuskripte handeln. In Nepal, wo das Klima kühler ist als in Indien, haben sich zahlreiche alte Palmblattmanuskripte erhalten. Das älteste nepalesische Manuskript, das ein Datum enthält, stammt (je nachdem, welche Ära angenommen wird) wahrscheinlich aus dem Jahr 811 n. Chr. Es gibt aber auch undatierte Manuskripte, die wahrscheinlich noch um einige Jahrhunderte älter sind. Die ältesten bekannten Palmblattmanuskripte aus Südindien werden im Jaina-Tempel von Moodabidri in Karnataka aufbewahrt und sollen aus dem Jahr 1112 stammen.
In Nordindien und Nepal wurden Palmblätter ab dem 13. Jahrhundert unter islamischen Einfluss durch Papier ersetzt. Allerdings sind die indischen Papiermanuskripte durch das Vorbild der Palmblattmanuskripte beeinflusst. So wurde das Querformat beibehalten, und anstelle der Löcher für den Bindfaden, der ursprünglich das Manuskript zusammenhielt, finden sich oft rein ornamentale Kreise. In westlichen Nordindien ersetzte Papier das Palmblatt bis zum 15. Jahrhundert komplett. In Ostindien blieb Palmblatt bis ins 17. Jahrhundert in Gebrauch.

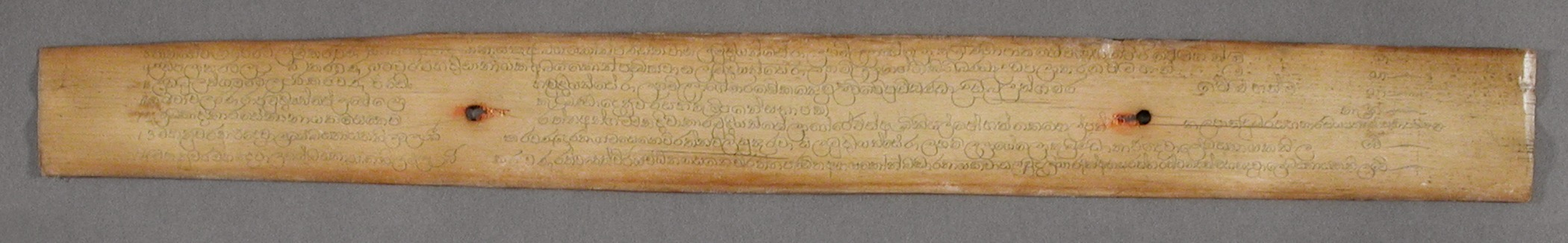
Palmblattmanuskript aus Sri Lanka, 18./19. Jhd.

In Südindien und Sri Lanka blieb Palmblatt das bevorzugte Schreibmaterial und kam erst mit dem Aufkommen von Druckerpressen im Laufe des 19. Jahrhunderts außer Gebrauch. Allerdings wurde die Talipot-Palme dort ab dem 16. Jahrhundert durch die Palmyrapalme (Borassus flabelliformis) abgelöst. Der Grund dürfte im höheren Nutzwert der Palmyrapalme liegen, bei der auch die Früchte verwertbar sind. Als Schreibmaterial sind die Blätter der Palmyrapalme aber denen der Talipot-Palme unterlegen, weil sie kleiner und weniger flexibel sind und Tinte nicht genauso gut aufnehmen. Daher ging man in Südindien dazu über, den Text mit einem Griffel einzuritzen statt die Manuskripte, wie es bei den älteren Palmblattmanuskripten der Fall war, mit Tinte zu beschreiben.

### Südostasien

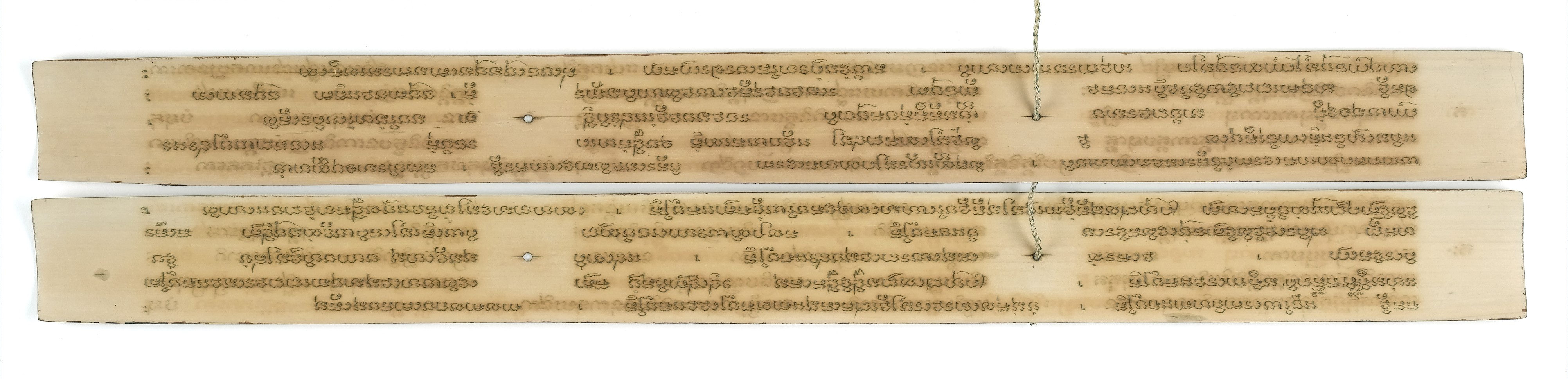
Palmblattmanuskript aus Thailand

Von Indien aus verbreitete sich Palmblatt als Schreibmaterial nach Südostasien. In Thailand waren neben Palmblattmanuskripten auch Leporello-Manuskripte auf aus der Rinde des Khoi-Baumes (Streblus asper) hergestelltem Papier gebräuchlich (vgl. Samut Khoi). Palmblatt wurde dabei vor allem für buddhistische Schriften verwendet, während säkulare Texte auf Khoi-Papier geschrieben wurden.
Auch im Malaiischen Archipel waren Palmblattmanuskripte verbreitet. Mit der Ausbreitung der lokalen Version der arabischen Schrift (Jawi), die sich ab dem 14. Jahrhundert mit der Islamisierung der Region einherging, wechselte man aber zu Papier als Schreibmaterial. Nur auf Java und Bali, wo indischstämmige Schriften (javanische Schrift und balinesische Schrift) beibehalten wurden, blieben Palmblattmanuskripte bis ins 19. Jahrhundert in Gebrauch. Auf Sumatra wurde für Manuskripte in der Batak-Schrift dagegen die Rinde des Agarbaumes (Aquilaria malaccensis) benutzt (vgl. Pustaha).

## Herstellung und Konservierung

### Herstellung

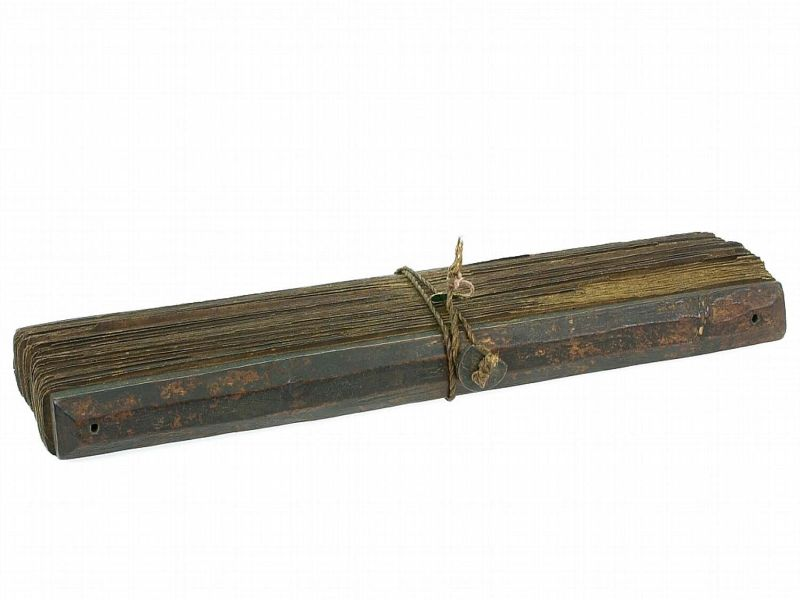
Palmblattmanuskript aus Bali (Draufsicht des Bündels)

Bevor sie beschriftet werden konnten, wurden Palmblätter zur gewünschten Größe zurechtgeschnitten. Das extreme Querformat von Palmblattmanuskripten ist dabei den natürlichen Dimensionen des Palmblatts geschuldet. In der Regel liegt die Breite zwischen 15 und 60 cm und die Höhe zwischen 3 und 12 cm. Um sie flexibel zu machen, wurden die Palmblätter gekocht, getrocknet und anschließend glatt poliert. Die benötigte Anzahl an Palmblättern wurde zu einem Bündel zusammengefasst. Hierzu wurden die einzelnen Blätter mit einem oder zwei Löchern ausgestattet, durch die ein Bindfaden geführt wurde, der das Bündel zusammenhielt. Zum Schutz der Blätter erhielt das Manuskript oben und unten je einen meist hölzernen Deckel. Zuletzt wurde das Bündel in ein Tuch eingewickelt. Bisweilen kommen auch kunstvoll gestaltete Palmblattmanuskripte vor, bei denen die Blätter in eine spezielle Form, z. B. bei hinduistischen Texten in die eines Lingas, zurechtgeschnitten wurden.

### Beschriftung
Zum Beschreiben gab es zwei verschiedene Methoden: Die nordindischen Manuskripte wurden mittels einer Feder oder eines Pinsels mit Tinte beschriftet. Bei den südindischen und südostasiatischen Manuskripten wurde der Text dagegen mit einem Griffel eingeritzt. Anschließend wurde das Manuskript mit einem Gemisch aus Öl und Ruß eingeschmiert und dann abgewischt. Das Öl-Ruß-Gemisch blieb in den Einkerbungen haften, sodass sich der Text hervorhob.

### Konservierung

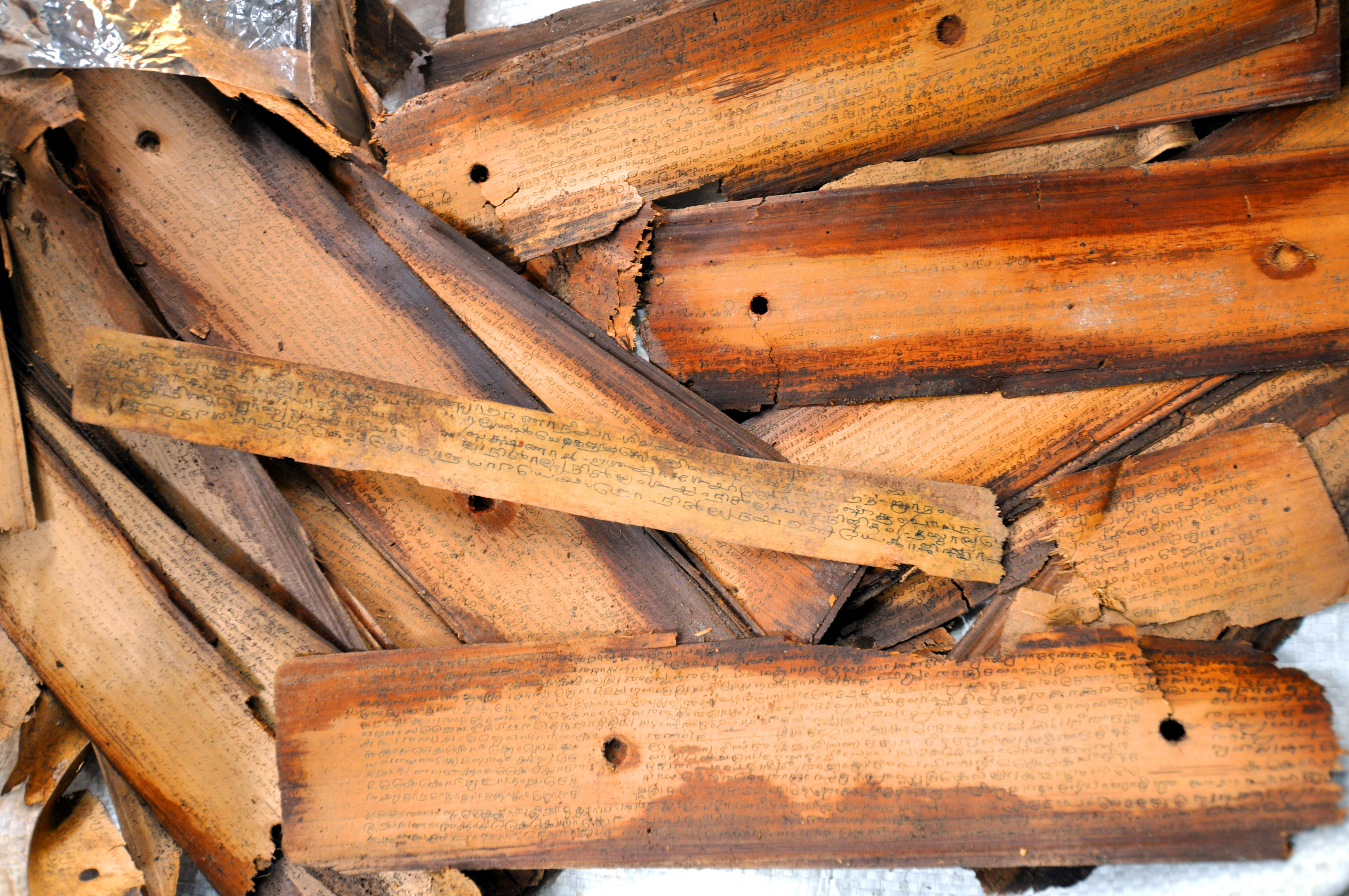
Beschädigte Palmblattmanuskripte, Tamil Nadu (Südindien)

Palmblatt ist als natürliches Material anfällig für Fäulnis und wird – in Abhängigkeit von den klimatischen Rahmenbedingungen – im Lauf der Zeit von Silberfischchen zerstört. Zur Konservierung von Palmblattmanuskripten existieren verschiedene traditionelle Methoden. So können die Blätter mit Zitronengrasöl behandelt werden, das als natürliches Insektizid wirkt. Ein auf einem Palmblatt geschriebenes Manuskript hat aber eine begrenzte Lebensdauer und muss in dieser Zeit auf ein neues Palmblatt kopiert werden.
Auch möglich ist die Behandlung mit Bienenwachs und Chinawachs.

## Regionale Unterschiede
Eines der ältesten erhaltenen Manuskripte aus Palmblättern eines vollständigen Traktats ist der shivaitische Sanskrittext aus dem 9. Jahrhundert, der in Nepal entdeckt wurde und sich heute in der Cambridge University Library befindet. Das Spitzer-Manuskript ist eine Sammlung von Fragmenten aus Palmblättern, die in den Kizil-Höhlen in China gefunden wurden. Sie stammen etwa aus dem 2. Jahrhundert n. Chr. und stehen im Zusammenhang mit buddhistischem Hybridsanskrit.

### Kambodscha
Palmblattmanuskripte oder sleuk rith, wie sie auf Khmer genannt werden, sind in Kambodscha seit der Angkor-Zeit zu finden, wie mindestens ein Basrelief an den Wänden von Angkor Wat zeigt. Obwohl sie bis zum 20. Jahrhundert von großer Bedeutung waren, schätzte der französische Archäologe Olivier de Bernon, dass etwa 90 % aller sleuk rith im Wirrwarr des kambodschanischen Bürgerkriegs verloren gingen, während neue Unterstützungsmittel wie Kodexbücher oder digitale Medien die Oberhand gewannen. Seitdem wurden Anstrengungen zur Erhaltung in Pagoden wie Wat Ounalom in Phnom Penh unternommen.

### Indien
Die Tradition der Nadi-Astrologie hat ihren Ursprung im alten Indien, wo Rishis (Weise), geführt durch göttliche Einsicht, die Schicksale menschlicher Seelen auf Palmblättern niederschrieben. Die Inschriften in Alttamil wurden in heiligen Bibliotheken aufbewahrt und von Generation zu Generation weitergegeben. In der Stadt Thanjavur in Indien werden unschätzbar wertvolle Manuskripte aus Palmblättern aufbewahrt.

### Odisha
Die Palmblattmanuskripte von Odisha umfassen Schriften, Darstellungen von Devadasi und verschiedene Mudras des Kamasutra. Einige der frühen Entdeckungen von Palmblattmanuskripten in Odisha umfassen Schriften wie Smaradipika, Ratimanjari, Panchasayaka und Anangaranga sowohl in der Odia-Sprache als auch in Sanskrit. Das Staatliche Museum von Odisha in Bhubaneswar bewahrt 40.000 Palmblattmanuskripte auf. Die meisten von ihnen sind in Odia-Schrift verfasst, obwohl die Sprache Sanskrit ist. Das älteste Manuskript hier stammt aus dem 14. Jahrhundert, aber der Text kann auf das 2. Jahrhundert datiert werden.

### Tamil Nadu
1997 erkannte die Organisation der Vereinten Nationen für Erziehung, Wissenschaft und Kultur (UNESCO) die Sammlung tamilischer medizinischer Manuskripte als Teil des „Memory of the World“-Registers an. Ein sehr gutes Beispiel für die Nutzung von Palmblattmanuskripten zur Speicherung von Geschichte ist das tamilische Grammatiklehrbuch namens Tolkappiyam, das etwa im 3. Jahrhundert v. Chr. geschrieben wurde. Ein globales Digitalisierungsprojekt, angeführt von der Tamil Heritage Foundation, sammelt, bewahrt, digitalisiert und macht alte handschriftliche Dokumente auf Palmblättern über das Internet zugänglich.